# Astragalus ehdenensis
Astragalus ehdenensis — вид квіткових рослин з родини бобових (Fabaceae). Ареал охоплює такі країни: Ліван (гірський хребет Ліван).

## Середовище
Це чагарник, який може досягати до 60 см у висоту. Він росте на кам'янистому ґрунті в лісах і чагарниках на висоті від 1200 до 1800 м над рівнем моря. Період цвітіння триває з травня по червень. Субпопуляція, що зустрічається на Карн-Айту, зазнає впливу урбанізації та будівництва доріг. На додаток під час конфлікту 2006 року ізраїльські ВПС розбомбили передавачі Карн-Айту. Також у цьому районі випасають худобу, але це має менший вплив, ніж урбанізація та будівництво доріг. Зміна клімату може становити значну загрозу в майбутньому, впливаючи на обидві субпопуляції.